# XVIIe corps d'armée (Italie)
Pour les articles homonymes, voir 17e corps d'armée.
Le XVIIe corps d'armée (en italien : XVII Corpo d'armata) était une unité (corps d'armée) de l'armée royale italienne (Regio Esercito), basée à Mantoue, puis  à Naples, active pendant la Seconde Guerre mondiale.

## Histoire
Le XVIIe corps d'armée a été formé dans le corps d'armée blindé de Mantoue le 11 novembre 1938 avec les divisions motorisées Po, Trento et les Ire et IIe brigades blindées,.
Le 1er novembre 1939, après des changements d'unités en alternance, elle est composée des divisions motorisées Trieste et Trento et des divisions blindées Ariete et Littorio.
En même temps que le corps blindé, un commandement XVIIe corps d'armée est également formé, qui, constitué à Naples avec des tâches essentiellement territoriales, en remplacement du Xe corps d'armée transféré en Afrique du Nord, est cependant dissous le 25 juillet suivant. À partir du 10 juin 1940, les unités du corps d'armée blindé sont restées stationnées dans la région de Mantoue.
À partir du 1er mars 1941, il prend le nom de XVIIe corps d'Armée et est transféré en Calabre avec des tâches de défense côtière de la région. Le 4 avril, il est transféré en Albanie, en prévision des opérations contre la Yougoslavie, encadrant à ses dépendances les divisions "Messina", déployées dans la zone de Shkodër-Qukës, "Marche" et Centauro déployées dans la zone de Kopliku-Tarabosch-Gradiskje. Le 14 avril, des combats brefs mais intenses se déroulent sur l'ensemble du front et les unités du XVIIe corps d'armée rencontrent une forte résistance dans les vallées de Kiri et de Drin, au nord-est de Shkodër, sur les rives orientales du lac du même nom (Lac de Shkodra). Le 17 avril, après avoir franchi la ligne frontalière et vaincu les dernières résistances, les unités du XVIIe corps d'armée se dirigent rapidement vers les bouches de Kotor avec la 18e division d'infanterie "Messina", sur Ragusa, Podgorica et Trebinje avec les divisions "Centauro" et "Marche", rejoignant les forces italiennes du front julien. Le XVIIe corps d'armée, jusqu'aux dix premiers jours de juin, est resté au Monténégro et en Dalmatie méridionale, engagé dans des opérations de ratissage. De retour au pays, le 16 juin, il est employé à des tâches de défense territoriale dans le Latium, les unités sous son commandement étant organisées en secteurs de couverture côtière et en groupes mobiles, afin de garnir la bande de la région allant des frontières de la Toscane à l'embouchure du Garigliano.
Au cours de l'année 1942, le XVIIe corps d'armée, toujours engagé dans la défense territoriale du Latium, fut renforcé à partir du 15 avril par les 220e et 221e divisions côtières et plus tard par la division "Piacenza" en tant qu'unité mobile.
Au cours de l'année 1943, le XVIIe corps d'armée a été renforcé par l'arrivée des divisions "Piacenza" et "Granatieri di Sardegna", restant déployé avec des fonctions de défense côtière prévalente jusqu'au 8 septembre. Le XVIIe corps d'armée a été dissous à Velletri le 9 septembre 1943 à la suite des événements déterminés par l'armistice de Cassibile.

## Commandants
- Général de corps d'armée (Generale di Corpo d'armata) Giuseppe Pafundi (1er mars 1941 - 1er mai 1941)
- Général de division (Generale di divisione) Vittorio Sogno (2 mai 1941 - 2 novembre 1941)
- Général de corps d'armée (Generale di Corpo d'armata) Alberto Barbieri (3 novembre 1941 - 14 juillet 1943)
- Général de corps d'armée (Generale di Corpo d'armata) Giovanni Zanghieri (15 juillet 1943 - 9 septembre 1943)[3]

## Note
1. 1 2  Corpo d'Armata Corazzato
2. 1 2 3 4 5 6 7 8 9 10 11  XVII Corpo d'Armata
3. ↑  generals.dk

## Source
- (it) Cet article est partiellement ou en totalité issu de l’article de Wikipédia en italien intitulé « XVII Corpo d'armata (Regio Esercito) » (voir la liste des auteurs).